# Doak Snead
Doak Snead (Bronte, 24 december 1949) is een Amerikaanse singer-songwriter. Hij is afkomstig uit Texas maar woont tegenwoordig in Nashville in Tennessee. Hij speelde in 1968 samen met de zanger Gosney Thornton in een duo, genaamd Tom and Billy.

## Discografie
- Think of Me Sometime (1977)
- Powderhorn (1978)
- 1015 Main: The Bastrop Demos (1988)
- Inside (2001)
- They Call Me Mister (2001)
- Joy and Peace for the Children compilation (2002)
- After 331⁄3 years, After 331⁄3 rpm (2008)
- Kids Rule! (2010)
- And They Call Me Mister Doak! (2012)

- International Standard Name Identifier: 0000 0000 4216 6392
- Library of Congress Control Number: no98100803
- SNAC: w63z2cn7
- Virtual International Authority File: 73476154
- WorldCat: E39PBJcGrvQMW7TqbFVGkDycfq